# August Trostbach
August Johann Friedrich Trostbach (* 29. August 1811 in Gotha; † 26. Juni 1877 in Geraberg) war ein deutscher Politiker, Pfarrer und Schriftsteller.

## Leben
Als Sohn eines Hofböttichermeisters geboren, studierte Trostbach nach dem Besuch des Gymnasiums in Gotha Evangelische Theologie in Jena. Während seines Studiums wurde er 1830 Mitglied der Jenaischen Burschenschaft. Nach seinem Studium wurde er Lehrer in Waltershausen und gründete 1837 eine kleine Privatschule. Er war bis 1841 als Lehrer an mehreren Privatlehranstalten in Gotha tätig. 1841 wurde er Diakon in Waltershausen, 1856 Pfarrer in Cabarz, Nonnenberg und Fischbach, 1863 Pfarrer in Burgtonna, 1872 Pfarrer in Gräfentonna.
1850 wurde er Mitglied des Gothaer Landtags.

## Veröffentlichungen
- Des Dichters Bergfahrt. Gedicht in vier Gesängen. 1850, 2. Auflage Friedrichroda 1905.
- Lieder und Gedichte aus den Kriegsmonaten August 1870 bis Januar 1871. Gotha 1871.